# 山田昭廣
山田 昭廣（やまだ あきひろ、1929年 - ）は、日本の英文学者・書誌学者。
英国バーミンガム大学シェイクスピア研究所で英米書誌学を学び、その後本格的な研究に従事、国際的に一級の評価を獲得した最初の日本人書誌学者・本文校訂者といえる。とりわけ、そのジョージ・チャップマン等の戯曲版本の書誌学的研究は、英米の数あるエリザベス朝書誌学・本文研究においても、歴史的評価に耐え得る高度なものとなっている。著書・編著以外に、英米専門誌を中心に掲載された多数の学術論文が存在する。

## 経歴
- 1929年　愛知県名古屋市生まれ
- 1952年　名古屋大学文学部卒業
- 1952 - 1962年　三重大学学芸学部助手・講師・助教授

この間、1959 - 1961年、英国政府給費留学生としてバーミンガム大学シェイクスピア研究所で研修、1962年にM.A.
- 1962 - 1988年　信州大学文理学部のち人文学部助教授・教授

この間、1966 - 1967年、米国国務省給費研究員としてイリノイ大学で研修。1967年7 - 12月、フォルジャー・シェイクスピア図書館給費研究員。1974 - 1976年、英国政府給費研究員としてバーミンガム大学シェイクスピア研究所で研修、1976年にPh.D. 1982年3 - 6月、日本学術振興会特定国（英国）派遣研究員として研修
- 1988年4月　信州大学名誉教授
- 1988年4月 - 1999年3月　明星大学人文学部教授
- 1998年5月 - 1999年3月　明星大学図書館長。

## 著書・編著
- 『シェイクスピア時代の戯曲と書誌学的研究―序論』（文理書院、1969年）
- George Chapman:The Widow's Tears.“The Revels Plays”（ロンドン、メシュエン社・マンチェスター、マンチェスター大学出版局、1975年）
- 『本とシェイクスピア時代』（東京大学出版会、1979年）
- Printing and the Book Trade in Shakespeare's Time. "Bibliotheca Shakespeariana”（ニューヨーク、パーガモン社、1986年。第2版、ミシガン・アナーバー、UMI社、1991年）
- 『リチャード三世』「大修館シェイクスピア双書」（大修館書店、1987年）
- Thomas Creede: Printer to Shakespeare and His Contemporaries（明星大学出版部、1994年）
- 『仮面をとったシェイクスピア』（日本図書センター、1998年）
- The First Folio of Shakespeare: A Transcript of Contemporary Marginalia in a Copy of the Kodama Memorial Library of Meisei University （雄松堂出版、1998年）
- Peter Short: An Elizabethan Printer （三重大学出版会、2002年）
- 『イギリスの宮廷仮面劇 ― バロックの黎明』（英宝社、2004年）
- Secrets of the Printed Page in the Age of Shakespeare（New York: AMS Press、2010年）
- Arcadia Restored: A Modern-Spelling Edition of MS. Egerton 1994, Folios 212-23 in the British Library（New York: AMS Press、2010年)
- 『シェイクスピア時代の読者と観客』（名古屋大学出版会、2013年）
- 明星大学図書館所蔵シェイクスピア・ファースト・フォリオ MR774 の英文・和文解説付き複製本（明星大学出版部、2014年）
- Experiencing Drama in the English Renaissance: Readers and Audiences（London/New York: Routledge, 2017年）
- 『シェイクスピアはどのようにしてシェイクスピアとなったか──版本の扉が語る1700年までのイギリス演劇』（名古屋大学出版会、2023年）

## 受賞
- 日本出版学会 第2回学会賞（佳作賞）（1981年4月）
- 雄松堂 第1回ゲスナー賞（銀賞）（1997年11月）